# 南里美希
南里美希（羅馬化：Nanri Miki；1988年9月20日—）是日本女性時裝模特兒、演員，出身於日本沖繩縣，所屬經紀公司為Art Production。

## 作品

### 雜誌
- Ray（主婦の友社）

### 電視劇
- 牙狼〈GARO〉～照亮黑暗的人～（2013年4月5日～2013年9月20日、東京電視台·東北新社） - 飾演 莉杏
- 牙狼〈GARO〉-GOLDSTORM- 翔（2015年4月10日～、東京電視台·東北新社） - 飾演 莉杏

### 電影
- 牙狼〈GARO〉-GOLDSTORM- 翔（2015年3月28日、東北新社） - 飾演 莉杏
- 牙狼-GARO- 神ノ牙-KAMINOKIBA-（2018年1月6日、東北新社） - 飾演 莉杏

### 廣告
- Avex Group 倖田來未アルバム（2009年）